# Каламус
Каламус, или ротанг (лат. Calamus) — род тропических лазающих лиан семейства Пальмовые (Arecaceae). Вид Calamus rotang известен под названием ротанговая пальма.
При этом термин «ротанг» применяют как к названию рода Calamus, так и как более широкий термин — собирательное название лиан из трибы Calameae семейства пальмовых, относящихся, помимо рода Calamus, также к роду Calospatha и другим.

## Ботаническое описание
Длина стебля ротанга достигает 200—250 м (это самое длинное в мире растение), а толщина — 7 см.
Растение это очень ровное: 4-метровый отрезок может по всей длине иметь одинаковый диаметр. Сучков и боковых веток нет — есть листья, идущие из почек на стволе. Легко цепляется и перекидывается с дерева на дерево благодаря листовым жилкам, на конце которых имеются шипы с загнутым назад острием. Даже на высоких деревьях дорастает до верхушек. Может покрывать землю кольцами своих свёрнутых стволов, образующимися после срывов ротанга с дерева ветром. Сброшенный на землю ротанг продолжает расти и снова взбирается на дерево:200.
Древесина имеет трёхслойную структуру и состоит из очень прочной коры, сравнительно более мягкого и пористого среднего слоя и твёрдой сердцевины. Древесина ротанга, произрастающего в условиях почти стопроцентной влажности, имеет специфическую, слегка пористую структуру, а потому достаточно легко гнётся и поддается обработке. Произрастает в лесах Юго-Восточной Азии, прежде всего в Индонезии и Малайзии.

## Таксономия
Род Каламус включает 380 видов, некоторые из них:
- Calamus arborescens Griff. — Каламус древовидный
- Calamus caesius Blume — Каламус голубовато-серый, или Каламус голубоватый
- Calamus castaneus Griff. — Каламус каштановый
- Calamus erectus Roxb. — Каламус прямостоящий
- Calamus erinaceus (Becc.) J.Dransf. — Каламус ёжевидный
- Calamus exilis Griff. — Каламус тонкий
- Calamus insignis Griff. — Каламус замечательный
- Calamus javensis Blume — Каламус яванский
- Calamus leiocaulis Becc. ex K.Heyne — Каламус гладкостебельный
- Calamus manan Miq. — Каламус манан
- Calamus minutus J.Dransf. — Каламус маленький
- Calamus ornatus Blume — Каламус украшенный
- Calamus pygmaeus Becc. — Каламус карликовый
- Calamus rotang L. — Ротанговая пальмаtypus
- Calamus rudentum Lour. — Каламус канатный
- Calamus scipionum Lour. — Каламус тростевой
- Calamus siphonospathus Mart. — Каламус трубчатопокрывальный
- Calamus vitiensis Warb. ex Becc. — Каламус фиджийский
- Calamus wightii Griff. — Каламус Уайта, или Каламус Хюгеля